# Швейцарія на Дитячому пісенному конкурсі Євробачення
Участь Швейцарії в дитячому пісенному конкурсі «Євробачення» вперше розпочалася в Ліллегаммері в 2004 році. Швейцарська телекомпанія RTSI та членська організація багатомовної швейцарської телерадіокомпанії (SRG SSR) і Європейська Мовна Спілка (EBU), були відповідальними за процес відбору своєї участі. Єдиним представником від країни був Деміс Мірарчі з піснею «Birichino», яка фінішувала шістнадцятою з вісімнадцяти учасників, набравши 4 бали.

## Історія
RTSI оголосив, що конкурс Swiss Mara e Meo буде використаний як національний відбір. Проте, через фінансові труднощі, RSI не зможе брати участь у конкурсі без участі інших мовних мовників у Швейцарії. RSI підтвердила 5 липня 2016 року, що вони не повернуться на конкурс 2016 року через вартість участі. RSI раніше підтверджувала свою неучасть у 2014 та 2015 роках.

## Учасники
Умовні позначення
     Переможець
     Друге місце
     Третє місце
     Четверте місце
     П'яте місце
     Останнє місце
| 2004      | Ліллегаммер     | Деміс Мірарчі   | «Birichino»     | «Неслухняний»   | 16              | 4               |                 |                 |                 |                 |                 |                 |                 |                 |                 |                 |                 |                 |                 |                 |                 |                 |                 |
| 2005-2022 | Не брали участі | Не брали участі | Не брали участі | Не брали участі | Не брали участі | Не брали участі | Не брали участі | Не брали участі | Не брали участі | Не брали участі | Не брали участі | Не брали участі | Не брали участі | Не брали участі | Не брали участі | Не брали участі | Не брали участі | Не брали участі | Не брали участі | Не брали участі | Не брали участі | Не брали участі | Не брали участі |

## Трансляції та голосування

### Коментатори та представники балів
Конкурси транслюються по всьому світу через офіційний сайт Дитячого пісенного конкурсу «Євробачення» junioreurovision.tv і YouTube . У 2015 році онлайн-трансляцію було прокоментовано англійською мовою редактором junioreurovision.tv Люком Фішером та Іваном Івановим, представником Болгарії на конкурсі 2011 року. Швейцарська телерадіокомпанія (SRG SSR) відправляла на конкурс своїх коментаторів, щоб прокоментувати конкурс французькою, німецькою та італійською мовами. Речників також було обрано національною телекомпанією для того, щоб оголосити бали нагородження з Швейцарії. У таблиці нижче перераховані деталі кожного коментатора і представника з 2004 року.
| Рік  | Коментатори, мова | Представник балів |
| ---- | --- | ----------------- |
| 2004 | - Німецька: Roman Kilchsperger (SF2) - Французька: Marie-Thérèse Porchet (TSR 2) - Італійська: Claudio Lazzarino та Daniele Rauseo (TSI 1) | TBC               |

## Історія голосування (2004)
| Отримано | Очок               | Дано    |
| -------- | ------------------ | ------- |
|          | 12                 | Іспанія |
| 10       | Румунія            |         |
| 8        | Хорватія           |         |
| 7        | Велика Британія    |         |
| 6        | Франція            |         |
| 5        | Північна Македонія |         |
| Мальта   | 4                  | Бельгія |
|          | 3                  | Данія   |
| 2        | Греція             |         |
| 1        | Кіпр               |         |